# Žvýkací tabák

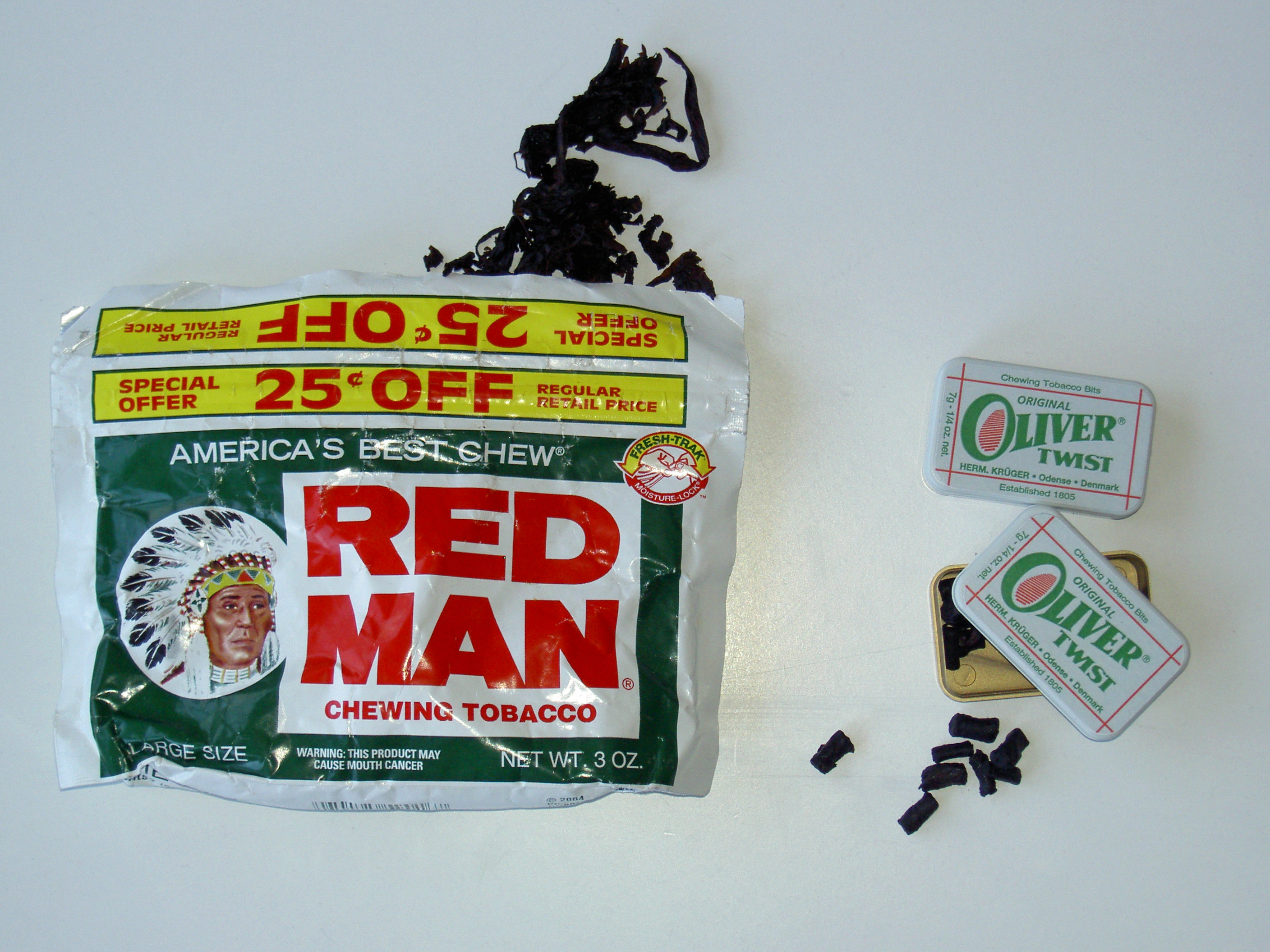
Americký žvýkací tabák Red Man a dánský žvýkací tabák Oliver Twist

Žvýkací tabák je tabákový produkt určený nikoli ke kouření, ale k rozpouštění v ústech pomocí žvýkání. Šťávy vznikající při žvýkání se uživatel zbavuje typickým odplivnutím. Obdobným způsobem se užívá také orální tabák (dipping tobacco nebo snus), které jsou ale upravené tak, že se v ústech rozpouštějí bez potřeby jejich rozžvýkání. Tzv. snus je látkový pytlík o velikosti cca 1cm x 0.5cm. Zmiňovaný pytlík se vkládá pod horní ret, kde se z tabáku uvolňuje nikotin přes slabou tkáň v puse. Tabákové sáčky obsahují cca 18 mg nikotinu na porci.
Prodej žvýkacího tabáku je v Evropské unii povolen, zakázán je prodej tabáku pro orální použití, který definuje jak směrnicí Evropské unie 2001/37/ES, tak i vyhláška. Jedná se o tabák v prášku nebo jemnozrnných granulovaních nebo kombinaci těchto forem, určený k užívání ústy, ale nevztahuje se na tabák určený ke kouření nebo žvýkání. Žvýkáním tabáku se rozumí občasné stisknutí zuby nebo jazykem s cílem získat z porce další aroma (prodloužit délku užití porce). Žvýkací tabák který je ve formě sáčku se vkládá pod ret či jazyk. Výjimku z této směrnice má pouze Švédsko a Finsko.

## Užívání
Dávka žvýkacího tabáku se vloží do úst, zpravidla mezi tvář a dáseň, nebo mezi horní ret a zuby, a postupně se žvýká. Přitom se z něj uvolňuje nikotin i charakteristická chuť.

## Produkce žvýkacího tabáku
Žvýkací tabák se vyrábí z listů tabáku, které se suší a nasolují, nařežou, fermentují a sladí. Drtivá většina žvýkacího tabáku se buď vyrábí ve Švédsku, nebo v Americe. Nejznámější společnosti, které se zabývají touto výrobou, jsou U. S. Smokeless Tobacco CO., V2 Tobacco, RJ Reynolds Tobacco.

## Zdravotní dopady
Protože se žvýkací tabák neinhaluje jako třeba klasické cigarety, je riziko rakoviny plic prakticky vyloučeno. I u něho ale existuje možnost výskytu rakoviny úst. Protože je ale ošetřen spíše parou než ohněm jako klasický tabák, obsahuje menší koncentraci nitrosaminů a karcinogenů, které jsou tělu tak škodlivé. World Health Organization (WHO) eviduje fakt, že muži ve Švédsku, kde je rozšířeno užívání snusu, mají nejmenší výskyt rakoviny plic z celé Evropy.
Český zákon č. 379/2005 Sb. o opatřeních k ochraně před škodami působenými tabákovými výrobky, alkoholem a jinými návykovými látkami a uvádí žvýkací tabák i šňupací tabák na úroveň tabákových výrobků určených ke kouření, pokud jde o omezení prodeje (kupř. nesmí být prodáván osobám mladším 18 let), stejně je to se zatížením spotřební daní.
V roce 1985 vydala Světová zdravotnická organizace (WHO) studii, podle které je orální tabák karcinogenní. Na základě této studie byl orální tabák s výjimkou Švédska a Dánska zakázán v celé Evropské unii, tento zákaz nyní platí i v České republice. Komise WHO pro tabák později konstatovala, že výsledky studií ohledně dopadů užívání orálního tabáku jsou neprůkazné.

## Orální tabák (snus a dipping tobacco)

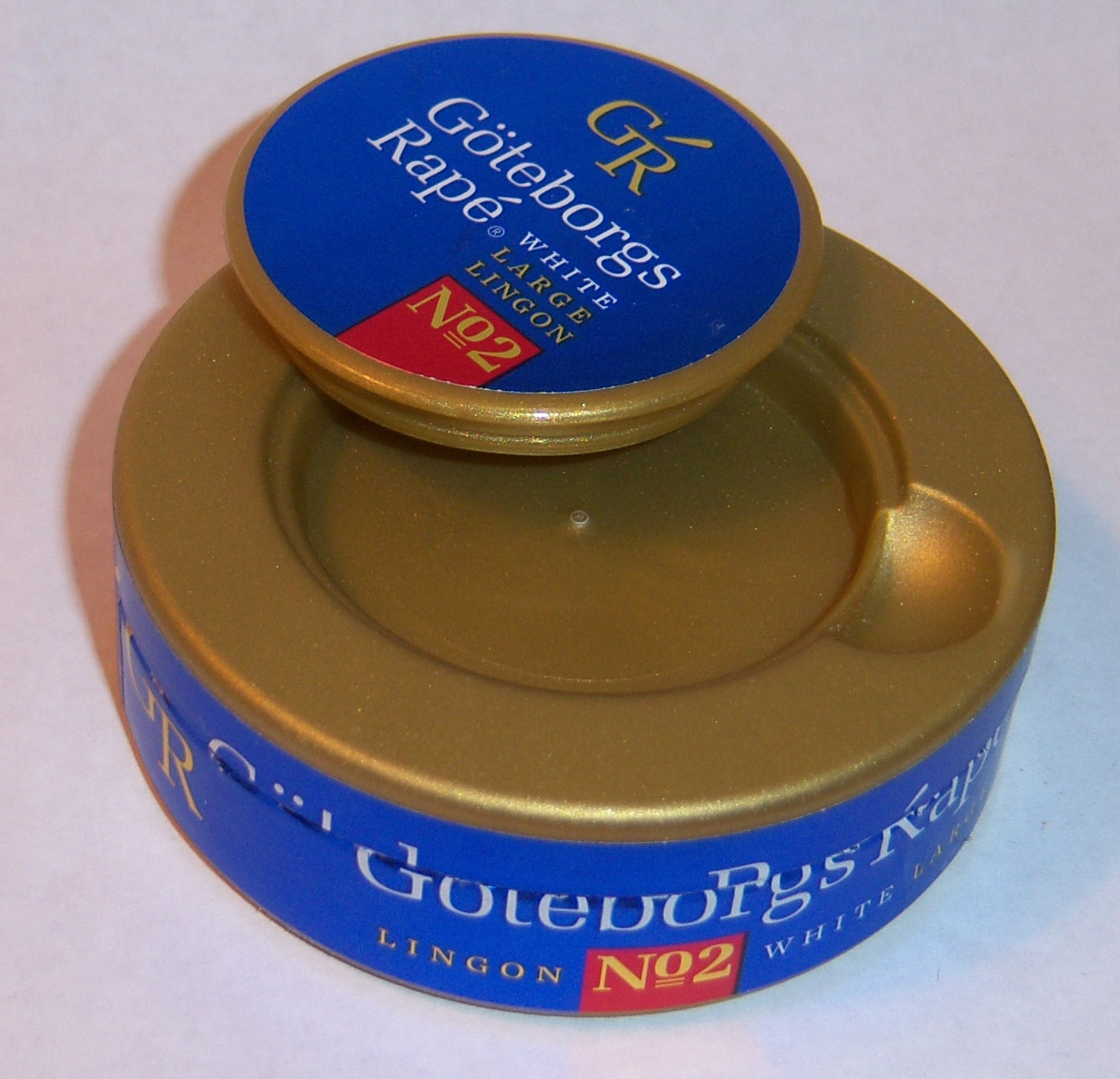
Švédský göteborský snus

Na rozdíl od žvýkacího tabáku je orální tabák upravený tak, že ho není třeba žvýkat. Při vložení do úst se samovolně rozpouští a uvolňuje nikotin.
Kořeny zrodu snusu však sahají až na začátek 16. století, kdy Francouz Jean Nicot, který působil u dvora krále Jindřicha II., objevil šňupací tabák. Velice populární začal být snus začátkem 19. století ve Švédsku. V dnešní době poptávka po něm neustále narůstá a to převážně v Americe a Švédsku.[zdroj?]
Většina snusu na trhu obsahuje víc než 50 % vody na krabičku. Podle nejnovějších statistik průměrný švédský uživatel spotřebuje 800 g snusu (zhruba 16 krabiček) za rok. Snus užívá přibližně 12 % švédské populace (1,1 milionu lidí).
Dříve byl švédský snus k dispozici ve Spojených státech pouze prostřednictvím zásilkového prodeje, ale rostoucí počet maloobchodníků začal popularizovat švédský snus. RJ Reynolds Tobacco Company, Philip Morris USA a U.S. Smokeless Tobacco Company nyní vyrábějí podobné výrobky s názvem Camel Snus, Marlboro Snus a Skoal Snus. Výrobní metody se značně liší od tradičních skandinávských a navíc rozdíly ve způsobu zpracování amerického snusu snižují některé z jeho výhod.

### Rozdíl mezi americkým a švédským snusem
- Švédský snus je skandinávská forma vlhkého šňupacího tabáku, která se umisťuje pod horním rtem, a nevede k velké potřebě plivání.U švédského snus je možné takzvaně zapíjet neboli během užívání pít nápoj (většinou z důvodu zmírnění chuti tabáku nebo v situaci kdy není možnost plivat).
- Americký moist snuff podobný švédskému snusu se obecně nazývá dip. Většinou má americký snuff obecně nižší obsah vody a nižší pH, což povede ke snížení biologické dostupnosti nikotinu než u švédských odrůd. Díky odlišnému zpracování a úpravě je sladší a chuťově intenzivnější. Ovšem obsahuje více tabákově specifických nitrosaminů než Švédský snus a vede k většímu výskytu poškození dásně a zubů. Sliny se zde v žádném případě nedoporučuje konzumovat.

### Druhy snusu
Sypaný snus
Vlhký prášek, který se zmáčkne prsty do válcového nebo sférického tvaru. Vyskytuje se v několika variantách – jemně mletý (loose cut), nebo delší řez (long cut).
Sypaný snus je brán jako nespolečenská záležitost a většinou se neužívá ve společnosti je to z důvodu že se tabák začne rozlézat po celé puse a uvolňuje hodně nikotinu a hodně barví sliny.

Porcovaný snus
Vlhký prášek balený v malých sáčcích jako porcovaný čaj. V balení je v menším množství než v sypané formě, ale je považován za mnohem pohodlnější a diskrétnější než volný snus. Jedná se o nejčastější formu snusu.

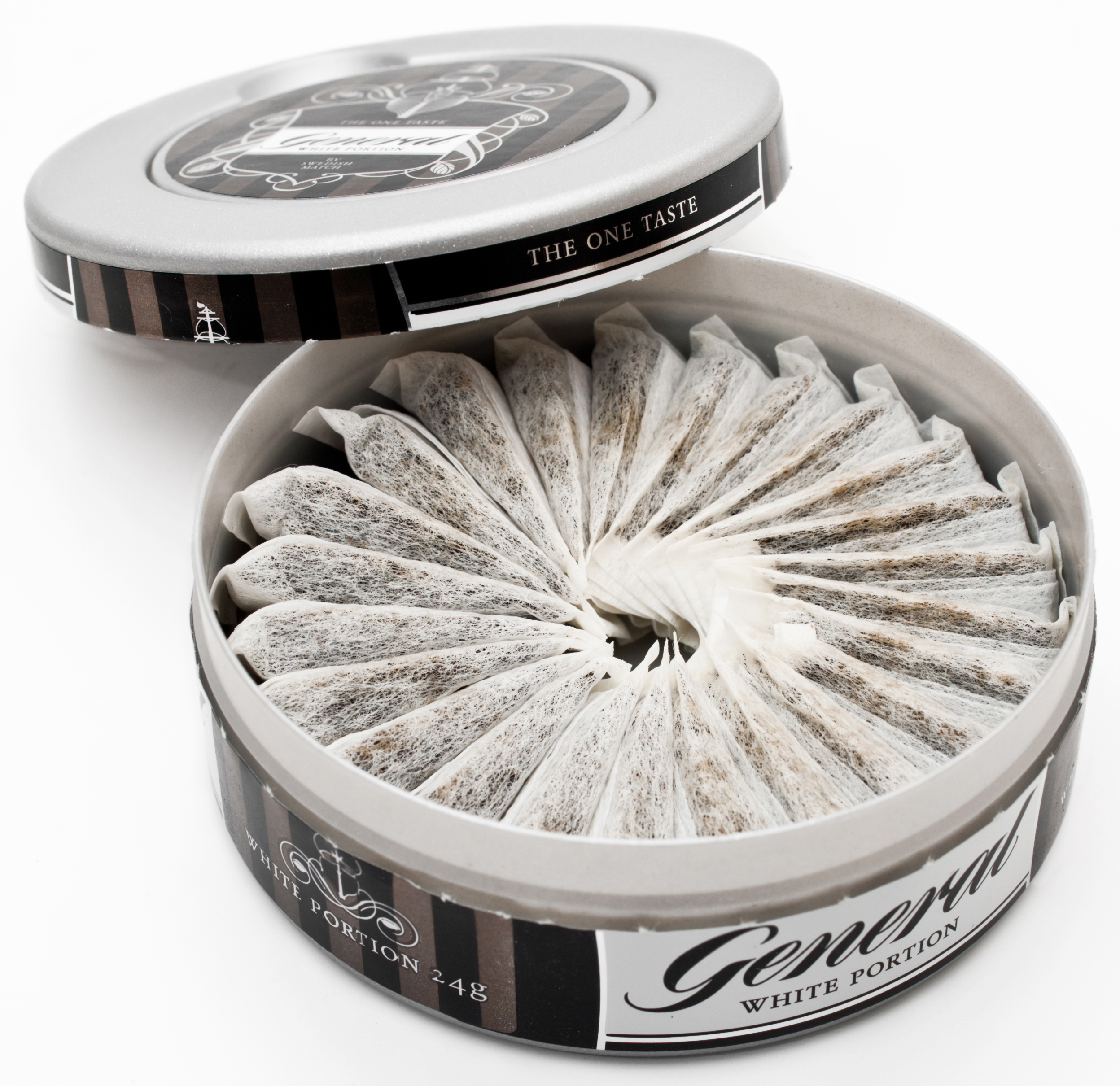
Bílé balení snusu

Kromě toho existují dvě varianty porcí snusu:
Původní balení
Bylo vyvinuto v roce 1977. Je tradiční formou baleného žvýkacího tabáku. Materiál sáčku je hydratován v průběhu výrobního procesu, proto je sáček hnědý a vlhký.
Bílé balení
Je mírnější chuti a mírně pomaleji uvolňuje nikotin. Materiál sáčku není hydratován v průběhu výrobního procesu, proto je sáček bílý a suchý. Tabák v sáčku má stejný obsah vlhkosti jako originální snus, ale nikotin a chuť jsou poněkud pomaleji uvolňovány kvůli sáčku.
Porcovaný snus je k dispozici ve třech různých velikostech: malý (slim), normální-velký (nejčastější) a maxi. Váhy se mohou lišit, ale většinou je na balení napsána hmotnost sáčku. Mini porce typicky váží téměř 0,5 g, normální (velké) sáčky váží asi 1 g a Maxi porce váží až 1,7 g v závislosti na značce. Některé značky nabízejí volbu standardní a dlouhé verze normální velikosti sáčku, které jsou podobné obsahu hmotnosti. Tyto dlouhé části se liší od tradičních sáčků tím, že je štíhlejší, ale delší, aby se vešly na dásně pohodlněji.
Obsah nikotinu bývá u každé značky jiný, nejčastěji bývá 8 mg nikotinu na gram tabáku. V posledních letech začali výrobci vyrábět snus Stark (nebo sterk, čili silný) a extra Stark s vyšším obsahem nikotinu. Stark odrůdy obsahují v průměru 11 mg nikotinu na gram tabáku, zatímco Extra Stark odrůdy mohou obsahovat až 22 mg nikotinu na gram tabáku. V posledních letech se setkáváme s druhy, které obsahují až 43 mg nikotinu/gram tabáku, například v ČR běžně dostupná červená či hnědá Siberia od společnosti GN Tobacco.
Jako nejsilnější z tabáků je považován tabák značky Kurwa který může obsahovat až 150 mg nikotinu na 1 gram tabáku.[zdroj⁠?!]

### Zákaz orálního tabáku

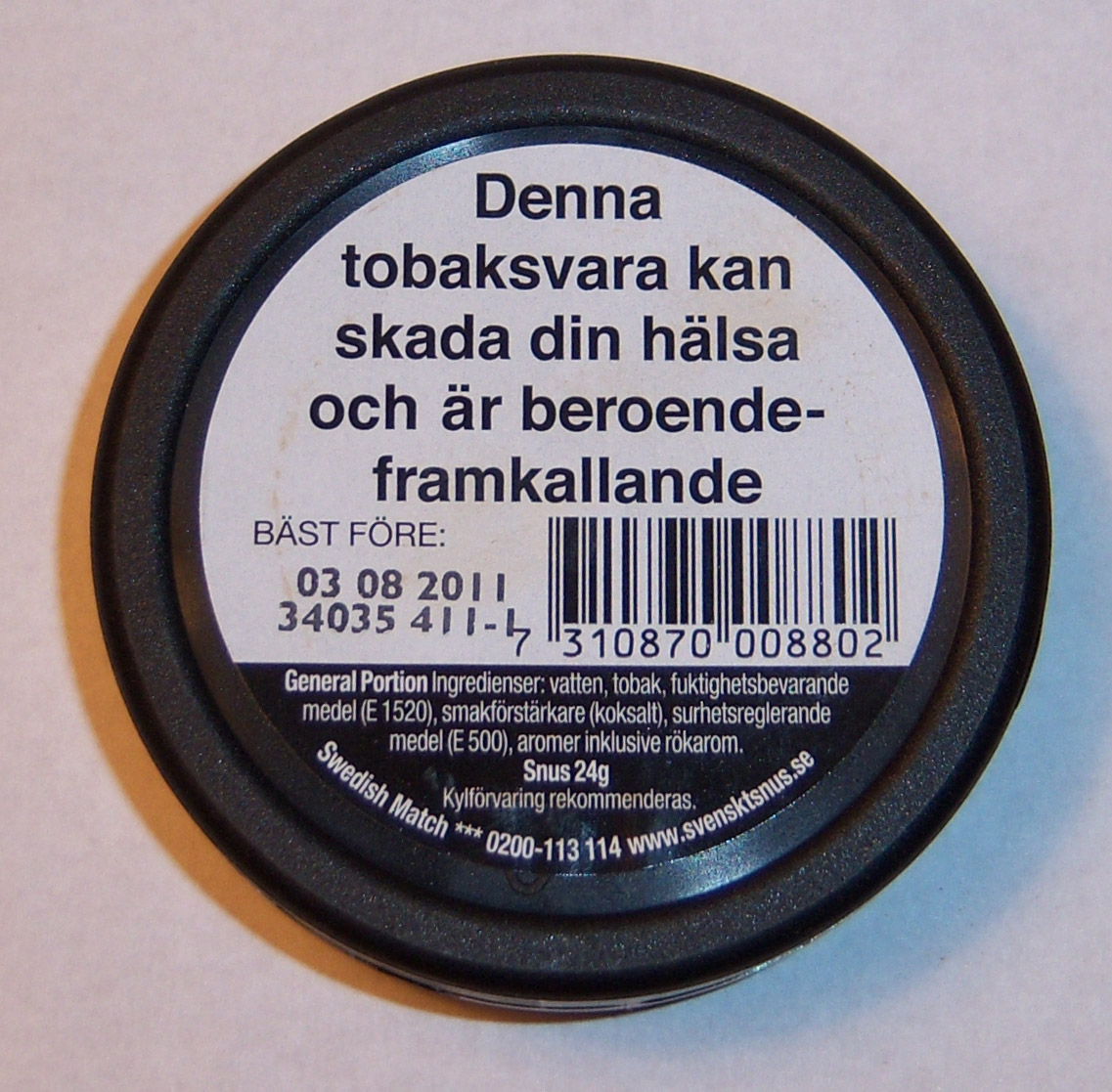
Švédské balení snusu s varováním: „Tento tabákový výrobek může poškodit vaše zdraví a je návykový.“

V Evropské unii je orální tabák zakázán od roku 1992. Švédsko si zajistilo z historických důvodů z tohoto zákazu výjimku.
V České republice upravuje zákaz orálního tabáku Zákon č. 110/1997 Sb. o potravinách a tabákových výrobcích. Orální tabák se v Česku nesmí nabízet k prodeji ani ke spotřebě. Jeho uvádění do oběhu zakazuje § 12, odst. 3 zákona: „Tabák určený k orálnímu užití je zakázáno uvádět do oběhu.“ Za porušení tohoto nařízení hrozí podle § 17h odst. 2a) zákona pokuta až do výše 1 milion korun.